# Dibyo Previan Caesario
Dibyo Previan Caesario (4 tháng 6 năm 1992 – 30 tháng 5 năm 2017) là một cầu thủ bóng đá người Indonesia. Anh thi đấu ở vị trí tiền đạo cho Persita Tangerang ở Indonesia Super League.

## Sự nghiệp câu lạc bộ
Anh ghi bàn đầu tiên trong thất bại 2–1 trước Persib Bandung vào ngày 31 tháng 8 năm 2014.